# Нікіта
Нікі́та (крим. Nikita, у 1971—1991 роках — Ботанічне) — селище в Україні, у складі Ялтинського району Автономної Республіки Крим. Підпорядковується Масандрівській селищній раді.

## Розташування
Лежить за 7 км на північний схід від Ялти, на північний захід від Відрадного, за 70 км від залізничного вокзалу в Сімферополі. Населені пункти, що увійшли до складу селища Нікіта, раніше називалися Нікіта і Ботанічне.

## Населення

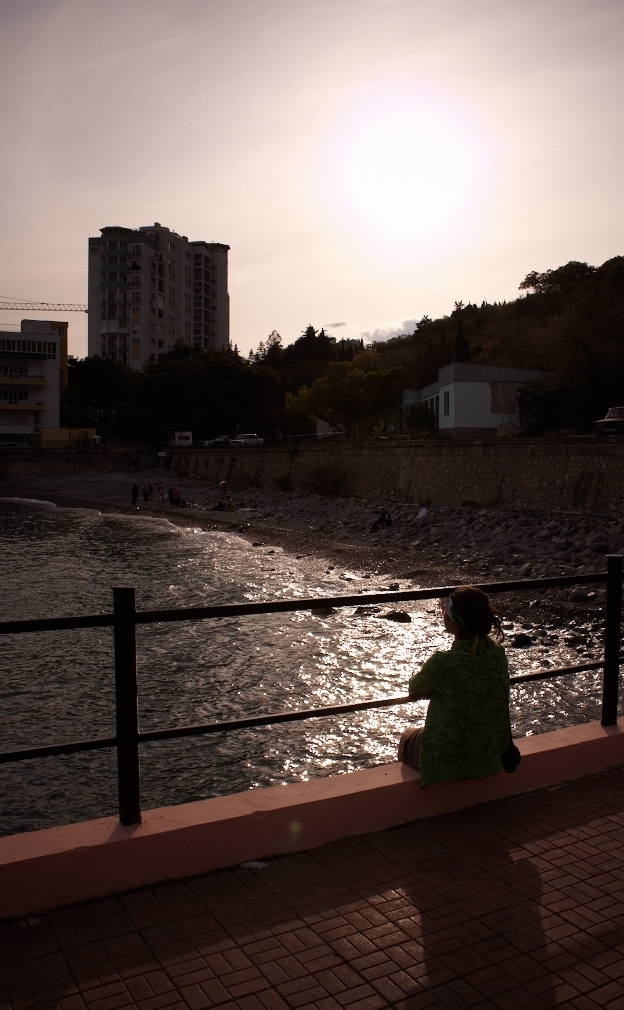
Пляж у Нікіті

Населення — 2,2 тис. осіб, з яких переважна більшість росіяни й українці.

## Транспорт
Через селище проходить траса державного значення Сімферополь — Ялта, є транспортне сполучення з Ялти та з Алушти (автобус, тролейбус, маршрутне таксі).

## Історія
У письмових документах вперше згадується у 1381 році як Сикіта (лат. casalle Sichite), входила до складу капітанства Готія.
Селище Нікіта стало розвиватися після заснування тут у 1812 році ботанічного саду. Нікітський ботанічний сад — давня науково-дослідна й культурно-просвітницька установа на Півдні України.

## Соціальна сфера
На території Нікити є загальноосвітня школа, дитячий садок, амбулаторія, центр культури, «Фітоцентр».

## Персоналії
У Нікітському ботанічному саду працювали такі науковці: Х. Х. Стевен (засновник і перший директор саду), Н. Я. Данілевський, І.Рябов, Н. Рубцов, А.Ріхтер, К.Костіна, Н.Арендт, І.Лівшиц і ін.
У 1990-х — 2000-х роках у смт Нікіта проживала із сім'єю Софія Ротару, народна артистка України та Молдови.
У 1938 році народився та після завершення військової служби з 1991 року проживав майор медичної служби запасу, воїн-інтернаціоналіст Баландін Павло Васильович.